# Inndalketen
De Inndalketen is de meest zuidelijke bergketen van de Karwendel in de Oostenrijkse deelstaat Tirol. Vanwege haar noordelijke ligging van de deelstaatshoofdstad Innsbruck wordt zij ook wel de Noordketen genoemd. In het westen grenst de bergketen via de Erlsattel aan op de Erlspitzgroep, in het oosten grenst zij via de Stempeljoch aan op de Gleirsch-Halltal-keten. In het zuiden wordt de keten begrensd door het Inndal. De Inndalketen is de kortste subketen van het Karwendelgebergte.
De hoogste bergtoppen in de Inndalketen zijn de Kleine Solstein (2637 meter), die, hoewel zijn naam anders doet vermoeden, hoger is dan zijn naamgenoot, de Große Solstein (2541 meter). Andere belangrijke bergtoppen zijn de Frau Hitt (2269 meter), de Hafelekarspitze (2334 meter) en de Rumer Spitze (2454 meter).